# Correlations
Correlations, musikalbum av Ash Ra, inspelat 1978 och utgivet 1979 på Virgin Records. Skivan producerades av Mick Glossop och Ash Ra
Ash Ra bestod vid den här tiden av:
Manuel Göttsching elektronisk gitarr, synthesizer & sequencer Harald Grosskopf trummor, slagverk och synthesizer
Lutz Ulbrich gitarr, "string synthesizer", piano & mellotron

## Låtlista
Sida 1:
1. Ice Train
2. Club Cannibal
3. Oasis
4. Bamboo Sands

Sida 2:
1. Morgana Da Capo
2. Pas De Trois
3. Phantasus